# 郡山石筵ふれあい牧場
郡山石筵ふれあい牧場（こおりやまいしむしろふれあいぼくじょう）とは、福島県郡山市熱海町石筵にある観光牧場。郡山市が設置し、管理及び運営は指定管理者の財団法人郡山市観光交流振興公社が行っている。1995年（平成7年）4月26日開設。畜産振興の拠点であり、動物と触れ合える市民の憩いの場として機能している。
郡山市の北部、熱海町石筵地区の標高660メートルから990メートルの丘陵地帯に位置する。総面積は約103ha、そのうちの約46.1haが草地となっている。水と緑にあふれる広大な芝生公園の中で、家畜や動物と触れ合うことができ、サイクリングや乗馬、現地で生産されたラム肉のバーベキュー等を楽しめる。飼育されている動物は、牛、馬、ウサギ、モルモット、ロバ、羊、ヤギ、アヒル、ガチョウ、クジャクなどである。

## 所在地
- 〒963-1301 福島県郡山市熱海町石筵字萩岡2番地の2

磐越自動車道磐梯熱海ICまたは国道49号を経由し、福島県道24号中の沢熱海線を母成グリーンライン方面へ車で約15分〜20分。